# قدرت (کتاب آلدرمن)
قدرت (انگلیسی: The Power) نام کتابی از نویسنده بریتانیایی نیومی آلدرمن است که در سال ۲۰۱۶ منتشر شد. این کتاب علمی-تخیلی درباره زمانی است که زنان قدرت می‌یابند با استفاده از دستانشان برق ساطع کنند که آنها را جنس برتر می‌کند.
این کتاب برنده جایزه ادبیات داستانی زنان در سال ۲۰۱۷ شد و نیویورک تایمز آن را یکی از بهترین ده کتاب ۲۰۱۷ نامید. در دسامبر ۲۰۱۷ باراک اوباما، این کتاب را کتاب مورد علاقه‌اش در سال ۲۰۱۷ خواند.